# God’s Own Country
God’s Own Country ist ein Filmdrama von Francis Lee, das am 23. Januar 2017 im Rahmen des Sundance Film Festivals seine Weltpremiere feierte. Lees Spielfilmdebüt als Regisseur erzählt von einem jungen Schafzüchter im englischen Yorkshire, der eine Affäre mit einem gleichaltrigen rumänischen Wanderarbeiter beginnt. Bei der 67. Berlinale wurde der Film ab 11. Februar 2017 in der Sektion Panorama gezeigt.

## Handlung
Johnny Saxby ist ein junger Schafzüchter, der mit seinem strengen Vater Martin und seiner Großmutter Deirdre auf einer Farm in Yorkshire lebt. Johnnys Vater hat durch einen Schlaganfall eine schwere Gehbehinderung davongetragen. Seitdem muss Johnny den Großteil der landwirtschaftlichen Arbeiten allein erledigen. Diese Verantwortung belastet ihn. Sein Vater war schon zuvor verbittert, weil er von seiner Frau, Johnnys Mutter, verlassen wurde. Johnnys einzige Möglichkeit, Druck abzulassen, ist schneller, anonymer Sex mit Männern und seine Besuche im örtlichen Pub, bei denen er stets zu viel Alkohol konsumiert. Weil Martin und Deirdre erkennen, dass Johnny mit der Schafzucht überfordert ist, beschließen sie für die Woche, in der die Schafe Nachwuchs bekommen, einen Leiharbeiter einzustellen. Johnny ist gegen diesen Vorschlag, muss sich aber seinem Vater fügen.
Als der gleichaltrige rumänische Wanderarbeiter Gheorghe auf den Hof der Saxbys kommt und einen alten Campingwagen bezieht, begegnet ihm Johnny feindselig und verhöhnt ihn als „Zigeuner“. Der einfühlsame Gheorghe verdient sich durch seinen Fleiß und Geschick mit dem Vieh rasch Respekt, während Johnny ruppig mit den Tieren umgeht. Als beide für mehrere Tage eine Hofruine weitab von der Farm beziehen, um die trächtigen Schafe zu überwachen, kommt es zur Konfrontation. Johnny beschimpft Gheorghe erneut als „Zigeuner“, woraufhin Gheorghe ihn überwältigt, wodurch zugleich eine erotische Anziehung zwischen ihnen deutlich wird. Er gibt Johnny drohend zu verstehen, dass er sich nicht mehr so betiteln lässt. Die nächsten Tage schlafen Johnny und Gheorghe miteinander und kommen sich näher. Gheorghe lehrt Johnny, nicht nur groben, schnellen Sex, sondern auch Zärtlichkeit zuzulassen. Großmutter Deirdre kommt durch Zufall hinter das Verhältnis der beiden, toleriert es aber, da Johnny merklich aufzublühen beginnt.
Als Martin einen zweiten Schlaganfall erleidet, will Johnny Gheorghe zum Bleiben überreden. Gheorghe gibt ihm zu verstehen, dass sich dann auf dem Hof etwas ändern müsse. Er sieht in der unprofitablen Schafzucht keine Zukunft und schlägt stattdessen vor, sich auf Käseherstellung zu spezialisieren. Als beide eines Abends das Pub besuchen, kommt es zum Bruch – Gheorghe wird von einem Betrunkenen erneut als Ausländer beschimpft und setzt sich zur Wehr, während der stark alkoholisierte Johnny auf der Toilette Sex mit einem Fremden hat. Wütend und enttäuscht verlässt Gheorghe daraufhin am nächsten Tag die Farm der Saxbys. Johnny erkennt daraufhin, dass er Gheorghe liebt. Er versöhnt sich mit seinem vom Schlaganfall schwer gezeichneten Vater und gibt ihm zu verstehen, den Hof nach eigenen Vorstellungen weiterführen zu wollen. Mit Hilfe von Deirdre kann Johnny Gheorghe auf einer weit entfernten Kartoffelfarm aufspüren und ihn zur Rückkehr auf die Saxby-Farm und einer gemeinsamen Zukunft überreden.

## Produktion

### Filmtitel, Idee und Drehbuch

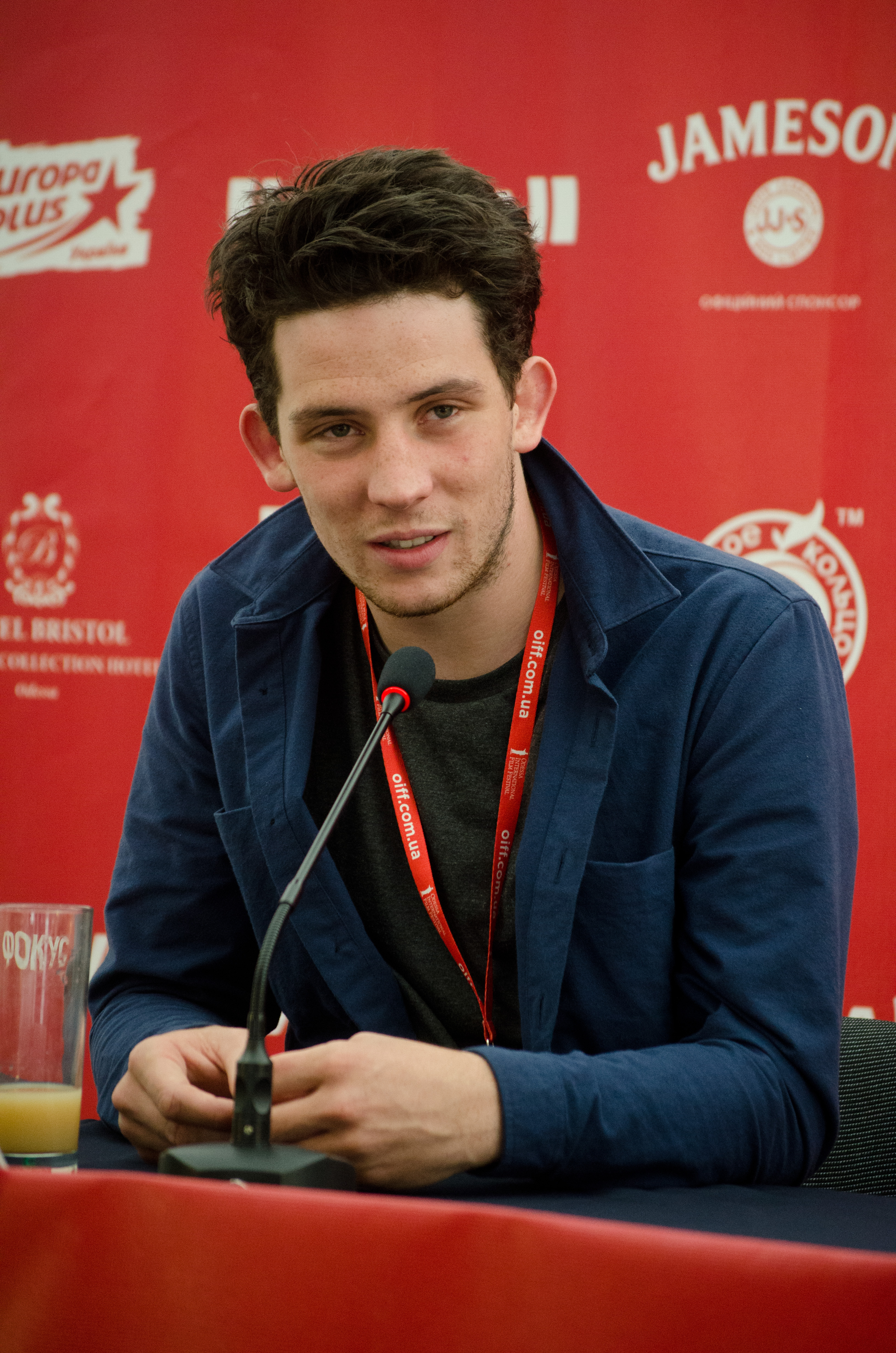
Josh O’Connor spielt in der Hauptrolle den homosexuellen Schafzüchter Johnny Saxby

Der Filmtitel God’s Own Country, ist eine Phrase, mit der ursprünglich die Wicklow Mountains, ein Gebirgszug im Osten und Südosten von Irland, beschrieben wurden, später aber auch Gegenden in Surrey, Australien, den Vereinigten Staaten, Neuseeland, Kerala, Cornwall, Schottland, Wales und Yorkshire. Der Beiname für Yorkshire leitet sich zum einen von dem Umstand ab, das dort viele bekannte Briten geboren wurden, aber auch von dort zu findenden, außergewöhnlichen Schönheit der Natur, weshalb einige Gegenden zu Naturschutzgebieten erklärt wurden, so die Landschaft der Howardian Hills, die offiziell zum Area of Outstanding Natural Beauty erklärt wurde.
Die Regie übernahm Francis Lee, der auch das Drehbuch zum Film schrieb. Es handelt sich bei God’s Own Country um Lees Spielfilmdebüt als Regisseur und Drehbuchautor. Lee wuchs auf dem Bauernhof seiner Familie in Søyland in West Yorkshire auf. Sein Regiedebüt hatte Lee mit The Farmer’s Wife gegeben. Nach seinem Studium an der Londoner Schauspielschule Rose Bruford College arbeitete Lee zunächst als Theater-, Fernseh- und Filmschauspieler, bevor er sein erstes Drehbuch zum Kurzfilm Bantam schrieb.
Die Handlung zu God’s Own Country war seine persönliche Überlegung, wie sein Leben ausgefallen wäre, falls er in Yorkshire geblieben und nicht auf die Londoner Schauspielschule gegangen wäre. Nach eigener Aussage wollte er keinen Film drehen, der in erster Linie ein Coming Out oder Homophobie thematisiert: „Ich wollte mich auf das fokussieren, was ich in meinem Leben immer am schwersten fand, mich zu verlieben und dabei offen und verletzlich sein zu müssen, zu lieben und geliebt zu werden.“ Im Gegensatz zu üblichen Klischeevorstellungen habe er persönlich unter den Landbewohnern in seiner Heimat nie Homophobie erfahren, dies sei egal, solange man seine Arbeit und Pflichten ordentlich verrichte. Für die Figur des rumänischen Arbeiters diente Lee eine persönliche Bekanntschaft mit einem rumänischen Arbeiter als Vorbild, der ihm von seinen Erfahrungen mit Rassismus in Großbritannien berichtete.

### Schauspieler
Die Hauptrolle von Johnny Saxby wurde mit dem britischen Schauspieler Josh O’Connor besetzt. Gemma Jones und Ian Hart spielen seine Großmutter Deirdre und seinen Vater Martin Saxby. Alec Secăreanu, den er über eine rumänische Casting-Agentur fand, ist in der Rolle des rumänischen Wanderarbeiters Gheorghe Ionescu zu sehen und wurde ausgewählt, da er die beste persönliche Chemie mit O’Connor hatte. Lee wollte seinen Film so authentisch wie möglich gestalten, weshalb er seine Schauspieler zur Vorbereitung wochenlang körperliche Arbeit auf verschiedenen Bauernhöfen verrichten ließ. Diese Arbeiten umfassten die Ablammung bis hin zum Trockenmauern, und auch den Käse konnten sie nach ihrer Vorbereitungsphase im Film selbst herstellen. O’Connor und Secăreanu sollten sich in der Landschaft wohl fühlen, die neue Arbeit sollte für sie zu ihrer zweiten Natur werden, und sie entwickelten beide auch wirklich eine starke Bindung zu den Bauern, so dass O’Connor auch nach Ende der Dreharbeiten noch mit einem von ihnen in Kontakt stand, so Lee.

### Dreharbeiten

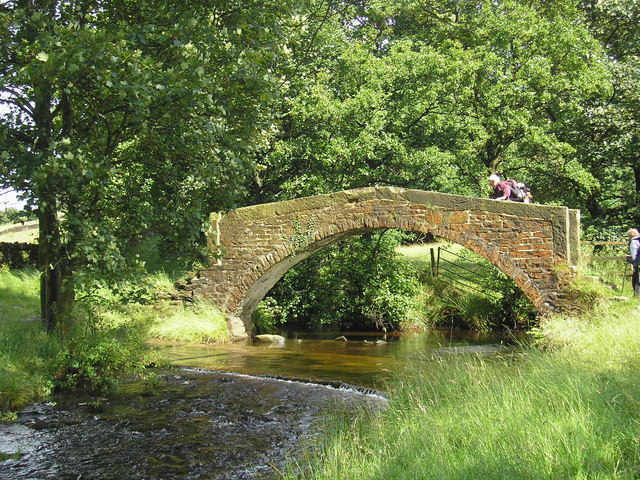
Eine alte Brücke für Lasttiere in Haworth

Der Film wurde in Yorkshire gedreht, wo Lee geboren wurde. Lee begann bereits 2014 mit den Recherchen und Ortsbegehungen. Nach einer Besichtigung der gewählten Orte mit der Filmcrew im Winter begannen die Dreharbeiten und die gleichzeitigen Schneidearbeiten im März 2016 und dauerte bis in den Sommer, wobei die Szenen in chronologischer Reihenfolge gefilmt wurden. Gedreht wurde in und um Keighley in West Yorkshire, wo Lee, der in Søyland geboren wurde, auf einem Bauernhof aufgewachsen war, und dort in der Nähe des Landbesitzes seines Vaters. In Keighley drehte man unter anderem an einer Bushaltestelle. Weitere Drehorte in Yorkshire befanden sich in dem kleinen Städtchen Otley und dem ebenfalls in West Yorkshire gelegenen Ort Haworth, der inmitten der Heide- und Moorlandschaft der unteren Yorkshire Dales liegt, die als unberührtes Stückchen Natur gilt. Die im Film gezeigten Nachrichten über den 50. Jahrestag der Trauerfeier für Winston Churchill, der 2015 begangen wurde, verortet die Handlung um dieses Jahr herum.
Tim Lindemann von epd Film schreibt über die Aufnahmen, Lee fange die Kargheit Nordenglands in kühl-minimalistischen, aber beeindruckenden Bildern ein und lasse sie unaufdringlich zur Metapher für die Gefühlswelt seines Protagonisten Johnny werden.

### Bekanntheit des Drehortes und Filmmusik

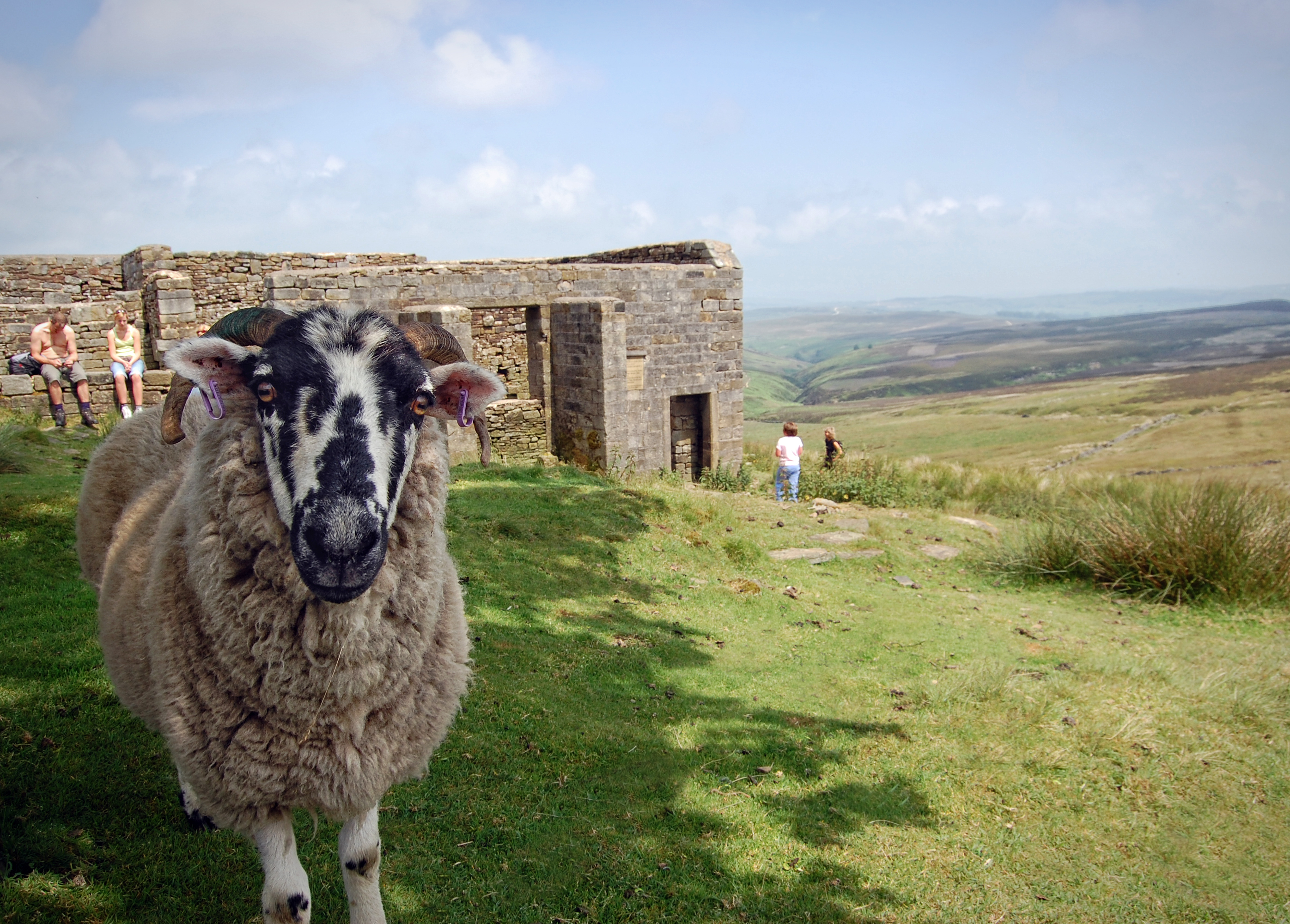
Ein Schaf vor den Ruinen von „Top Withens“ in Haworth

Die in West Yorkshire befindliche Landschaft hatte bereits der englischen Schriftstellerin Emily Brontë als Kulisse für ihren Roman Sturmhöhe (Originaltitel: Wuthering Heights) gedient, in dem sie markante Landschaftspunkte wie die Penistone Crags, der Penistone Hill und die Feenhöhle am Ponden Kirk beschreibt. Der Roman gilt als ein Klassiker der britischen Romanliteratur des 19. Jahrhunderts. Einige glauben, die Ruinen des als „Top Withens“ bezeichneten Farmhauses im Haworth Moor, hätten ihr als Inspiration für ihren Roman gedient, und das Dorf Gimmerton, in dessen Umgebung der Roman spielt, basiert auf der kleinen Ortschaft Stanbury bei Haworth. Im Zentrum des naturmystischen Romans steht teilweise ebenfalls der harte Alltag in der Landwirtschaft in der windgepeitschten Gegend der Hochmoore, der auf einer Anhöhe gelegenen Gutshof „Wuthering Heights“. Das Haworth Moor wird daher auch als Brontës-Moor bezeichnet. Während der Dreharbeiten stießen die Macher des Films auf einen lange Zeit zurückliegenden Mord an zwei jungen Männern im Brontës-Moor, die dort erschossen aufgefunden worden waren.
Die Filmmusik komponierten Dustin O’Halloran und Adam Wiltzie. David Rooney von The Hollywood Reporter meint, der sparsame Gebrauch von Musik unterstreiche den Film, der arm an Dialogen sei und mit nur wenig komplexen Figuren auskomme. Auch Jude Dry von IndieWire bemerkt, die weitgehende Abwesenheit von Musik im Film, der viele Momente der völligen Stille nutze, und beschreibt, der Einsatz von instrumenteller Untermalung sei auf ausgewählte Szenen begrenzt, wie beispielsweise eine, in der Gheorghe Johnny bittet, die Aussicht auf das Land zu genießen und sagt: „Es ist schön hier, aber einsam, nicht?“ Im Abspann des Films sind kolorierte Vintage-Aufnahmen von Erntearbeiten zu sehen, die mit einer Neuaufnahme von The Days des britischen Sängers und Multiinstrumentalisten Patrick Wolf unterlegt sind.

### Veröffentlichung
Der Film feierte am 23. Januar 2017 im Rahmen des Sundance Film Festivals seine Premiere. Bei der 67. Berlinale wurde der Film ab 11. Februar 2017 in der Sektion Panorama gezeigt und wurde hier auch im Rahmen des Teddy Awards, einem eigenen Wettbewerb, vorgestellt. Im Rahmen des Seattle International Film Festivals wird God’s Own Country im Juni 2017 in der Sektion Contemporary World Cinema gezeigt werden. Ebenfalls im Juni 2017 eröffnete God’s Own Country das Edinburgh International Film Festival und wurde beim Sydney Film Festival gezeigt. Ab 30. Juni 2017 wurde der Film beim Filmfestival Karlovy Vary vorgestellt und im Juli 2017 im Rahmen der Sommer-Berlinale abermals in Berlin gezeigt. Im Oktober 2017 wurde der Film beim Queer Film Festival München vorgestellt. Orion Pictures und Samuel Goldwyn Films sicherten sich die US-Rechte für den Film. Ein Kinostart im Vereinigten Königreich erfolgte am 1. September 2017. Am 26. Oktober 2017 kam der Film in die deutschen Kinos. Am 19. Juli 2018 feierte der Film im RBB bei rbb QUEER seine Free-TV-Premiere in Deutschland. Ab 1. Mai 2019 ist der Film bei Netflix verfügbar.

### Synchronisation
Die deutsche Synchronisation erfolgte durch die Berliner Synchron GmbH Wenzel Lüdecke nach einem Dialogbuch und unter der Dialogregie von Marc Boettcher. Simon Derksen spricht Johnny Saxby, und Alexander Doering leiht Gheorghe Ionescu seine Stimme. Martin Saxby wird von Gerald Schaale und Deidre Saxby von Sabine Walkenbach synchronisiert.

## Rezeption

### Altersfreigabe
In Deutschland ist der Film FSK 12. In der Freigabebegründung heißt es: „Der Film ist überwiegend ruhig erzählt und stellt die Lebensumstände der Familie in aller Härte dar. So können die anfangs bedrückende Atmosphäre und einzelne Darstellungen von Gewalt Kinder unter 12 Jahren überfordern. Da die Inszenierung jedoch nie voyeuristisch ist, auch vereinzelte Sexszenen sehr dezent dargestellt sind und die Atmosphäre sich im Laufe der Handlung aufhellt und emotional einfühlsam die Beziehung der beiden Jungen schildert, können 12-Jährige sich ausreichend distanzieren und die Themen rund um das Erwachsenwerden und das erste Verlieben eigenständig reflektieren.“

### Kritiken
Der Film konnte bislang 98 Prozent der Kritiker bei Rotten Tomatoes überzeugen und erhielt hierbei eine durchschnittliche Bewertung von 8 der möglichen 10 Punkte.
Peter Bradshaw von The Guardian beschreibt den Film als eine in seiner Art sehr britische Liebesgeschichte, die von unausgesprochenen Gefühlen und Ängsten über die Zukunft erzählt und von dem Versuch, solche durch harte körperliche Arbeit zu verdrängen. Bradshaw vergleicht den Film auch mit Wuthering Heights von Andrea Arnold und mit anderen Filmen, die zeigten, dass die dortige Landschaft nicht nur ein malerischer und langweiliger Ort ist.
Dan Callahan von TheWrap fühlt sich an den Film Brokeback Mountain erinnert, weil Lee eine vorsichtige homosexuelle Liebe unter Männern beschreibt, die er inmitten von Schafen und einer einsamen Landschaft ansiedelte.
Auch Hans Schifferle von epd Film meint, der Film oszilliere zwischen Brokeback Mountain und dem TV-Format Bauer sucht Frau, und in manchen schönen Szenen, die ein wenig an Michael-Powell-Filme erinnern, zeige Lee ein geradezu magisch-märchenhaftes Naturverständnis, in dem Liebe, Landschaft und Licht eine Einheit bilden. Schifferle resümiert: „Lees Film ist queeres Kino der Natürlichkeit. Nach all dem Ringen, bei all den Kämpfen ist das Schwulsein in einer so konservativen, fast archaischen Gegend beinahe selbstverständlich. Diese grenzüberschreitende Liebe zwischen Gheorghe und Johnny ist für Yorkshire, die Landwirtschaft und das Seelenheil der Männer lebensnotwendig.“
Zum häufigen Vergleich mit Brokeback Mountain meint Oliver Kaever von Spiegel Online, die Parallelen mögen sich aufdrängen, hörten aber eigentlich bei der sexuellen Orientierung der Hauptfiguren schon wieder auf: „In einem direkten Duell ginge God’s Own Country als klarer Sieger vom Platz. Was vor allem daran liegt, dass Francis Lee für seine Geschichte nicht wie Namensvetter Ang den Ton des überlebensgroßen Dramas wählt und sie damit ins Ungefähre rückt, sondern ganz aus dem Alltag seiner Hauptfiguren entwickelt.“

### Auszeichnungen
Der Film wurde Anfang November 2017 in elf Kategorien für die British Independent Film Awards nominiert. Die folgende Auflistung enthält eine Auswahl der bekanntesten Preisverleihungen.
British Academy Film Awards 2018
- Nominierung als Bester britischer Film (Francis Lee, Manon Ardisson und Jack Tarling)

British Independent Film Awards 2017
- Auszeichnung als Bester britischer Independentfilm
- Nominierung für das Beste Drehbuch (Francis Lee)
- Nominierung für die Beste Regie (Francis Lee)
- Auszeichnung als Bester Hauptdarsteller (Josh O’Connor)
- Nominierung als Bester Hauptdarsteller (Alec Secareanu)
- Nominierung als Bester Nebendarsteller (Ian Hart)
- Nominierung für das Beste Regiedebüt (Douglas Hickox Award)
- Auszeichnung für das Beste Erstlingsdrehbuch (Francis Lee)
- Nominierung als Beste Nachwuchsproduzenten (Jack Tarling und Manon Ardisson)
- Nominierung für das Beste Casting (Shaheen Baig und Layla Merrick-Wolf)
- Nominierung für den Besten Ton (Anna Bertmark)
- Auszeichnung für den Besten Sound (Anna Bertmark)[42]

Dublin Film Critics’ Circle Awards 2017
- Nominierung als Bester Film[43]

Edinburgh International Film Festival 2017
- Auszeichnung als Bester britischer Film mit dem Michael Powell Award[44]

Evening Standard British Film Awards 2018
- Auszeichnung als Bester Film mit dem Everyman Award
- Auszeichnung als Beste Nebendarstellerin (Gemma Jones)
- Nominierung als Bester Nebendarsteller (Ian Hart)
- Nominierung in der Kategorie Breakthrough of the Year (Josh O’Connor)
- Nominierung in der Kategorie Breakthrough of the Year (Francis Lee)[45]

Internationales Filmfestival von Stockholm 2017
- Auszeichnung für die Beste Regie (Francis Lee)
- Auszeichnung als Bester Schauspieler (Josh O’Connor)[46]

London Critics’ Circle Film Awards 2018
- Nominierung als Film des Jahres
- Nominierung als British/Irish Film of the Year
- Auszeichnung als Breakthrough British/Irish Filmmaker of the Year (Francis Lee)
- Nominierung als Bester britischer Darsteller (Josh O’Connor)
- Nominierung für die Beste Kamera (Joshua James Richards)[47]

San Francisco International Film Festival 2017
- Nominierung für den Golden Gate Award New Directors Prize – Narrative films (Francis Lee)[48]

Satellite Awards 2017
- Nominierung als Bester Film[49]

Sundance Film Festival 2017
- Nominierung im World Cinema Dramatic Competition
- Auszeichnung für die Beste Regie mit dem World Cinema Dramatic Special Jury Award (Francis Lee)
- Auszeichnung mit dem Directing Award im World Cinema Dramatic (Francis Lee)[50]

Teddy Award 2017
- Nominierung als Bester Spielfilm
- Auszeichnung mit dem Männer Jury Award
- Auszeichnung mit dem Harvey-Männer LeserInnen Award (Francis Lee)[51]